# Женская сборная Чили по хоккею на траве
Женская сборная Чили по хоккею на траве (англ. Chile women's national field hockey team) (прозвище «Дьяволицы»; исп. Las Diablas, англ. The Devils) — женская сборная по хоккею на траве, представляющая Чили на международной арене. Управляющим органом сборной выступает Федерация хоккея на траве Чили (исп. Federación Chilena de Hockey Sobre Césped).
Сборная занимает (по состоянию на 1 января 2015) 20-е место в рейтинге Международной федерации хоккея на траве (FIH).

## Результаты выступлений

### Мировая лига
- 2012/13 — 16-е место
- 2014/15 — ?? место (попали по рейтингу ФИХ сразу во 2-й раунд; он будет в марте 2015)

### Панамериканские игры
- 1987—1995 — не участвовали
- 1999 — 6-е место
- 2003 — 4-е место
- 2007 — 4-е место
- 2011 —
- 2015 —

### Панамериканский чемпионат
- 2001 — не участвовали
- 2004 — 5-е место
- 2009 —
- 2013 — 4-е место

### Чемпионат Южной Америки
- 2003 —
- 2006 —
- 2008 —
- 2010 —
- 2013 —
- 2014 —